# カナダ英語
カナダ英語（カナダえいご、英語: Canadian English、略語 CaE）は、カナダで使用されている英語のひとつである。アメリカ英語と語彙を共有しつつ、イギリス英語の用語を持つ。カナダの綴りは、イギリス英語とアメリカ英語の要素で構成される。カナダ英語にだけ存在する表現もあり、フランス語の影響を多くの分野で受け、地域によって多様性がある。
約1700万人のカナダ人（人口の58.8%）は、英語を第一言語（母語）にしている。

## 歴史
「カナダ英語」という用語が初めて確認されたのは、1857年のカナダ学会で、アーキボルド・コンスタブル・ギーキー牧師（Reverend A. Constable Geikie）が行ったスピーチである。スコットランド生まれのカナダ人であるギーキーには、英国中心主義的(Anglocentric)な態度があったため、ギーキーが適切な英語と考えていたイギリスからの移民が話す言葉と比べ、カナダで話される英語を「崩壊方言」とした。この考え方はその後数十年続く。
カナダ英語は、過去200年ほどにおける、4回における移民と定住の波の中で作られた。第1の波は、カナダで言語的にもっとも大きな役を果たしたイギリス出身のトーリー党員 (British Loyalist)  (Tories#Canada) が、アメリカ独立戦争から落ち延びてきた時である。第2の波は、1812年の米英戦争後に、反英感情がカナダ市民に広がるのではないかと心配したイギリスとアイルランドが、カナダへの移民を推奨した時である。世界的に移民が増える1910年から1960年に、カナダは他の国ほど影響を受けなかったが、カナダを多文化主義国にし、現在のグローバリゼーション時代における、言語的な変化を受け入れる土壌を作った。
カナダ先住民 (Canadian Aboriginal people) の言語は、移民の居住区が広がる前に、カナダで使用されるヨーロッパ言語に影響し始めた。また、ローワー・カナダで話されるケベック・フランス語が、アッパー・カナダの英語に語彙を供給した。

## 綴り
カナダ英語の綴りは、イギリス英語とアメリカ英語の規則が混合されている。
- フランス語から入った言葉で、「color」や「center」など、アメリカ英語では「-or」「-er」で終わる単語が、イギリス英語の綴りが残る「-our」「-re」（「colour」「centre」など）になる。またアメリカ英語での「defense」「offense」等の名詞は、カナダではイギリス綴りの「defence」「offence」と書く。
- カナダではアメリカ同様、イギリス綴りの「tyre」「kerb」を使用せず「tire」「curb」などを使用するなど、イギリス綴りを使用しない場合もある。
- カナダではアメリカ同様「realize」や「paralyze」などの単語は通常「-ize」「-yze」と綴られ、「-ise」「-yse」を使用しない。
- カナダでは「-ice」で終わる名詞の動詞の語末が「-ise」になることがある。例として名詞「practice」の動詞形は「practise」。名詞「licence」の動詞形は「license」（アメリカでは名詞も動詞も「license」と綴る）。
- カナダではイギリス同様、動詞の語末にアクセントが置かれない場合でも「-ing」などの接尾辞がつく場合に語末の子音を重ねることが多い（カナダでは「travelling」「cancelled」「controllable」。アメリカでは「traveling」「canceled」「controlable」）[7]。
- カナダ綴りの慣習は、カナダの産業史とも関係しているものがある。例えば、カナダで小切手をイギリス同様「cheque」と綴るのは、カナダにとって重要であったイギリスの金融機関に関連すると考えられる。一方、カナダの自動車産業はアメリカ企業を発祥とするため、「tire（タイヤ）」など自動車部品の専門用語はアメリカの用語を使っている。他にもトラックは「truck」（イギリスでは「lorry」）、ガソリンは「gasoline」（イギリスでは「petrol」）等にもみられる例である。
- 政治的な用語では、カナダの政治史が影響を与えているものも多い。カナダの初代首相ジョン・A・マクドナルドはかつて、カナダ政府の文書はイギリス綴りで記載するよう勅令を出したことがある[8]。

現在の公式的なカナダ綴りは、カナダ国会の公式議事録（ハンサード (Hansard) 様式）に使用されているものが基準となっている。但しカナダの編集者の間では、『オックスフォード英語辞書カナダ英語版』（Canadian Oxford Dictionary）の「Editing Canadian English（カナダ英語での編集）」の章を参照する者が多く、必要であればさらに複数の辞書を使用している。
近年ではカナダの新聞、特に末尾「-our」等に関してはイギリス綴りを使用している。カナダの全国紙「グローブ・アンド・メール」は1990年10月に綴り方針を更新し、他の新聞も同様に変更を行なった。「トロント・スター」はイギリス綴りの採用には積極的ではなかったが、他紙同様の変更を行なった。

## アメリカ・カナダ・イギリス英語の比較
| 単語       | アメリカ   | カナダ                    | イギリス                  | 備考 |
| ---------- | ---------- | ------------------------- | ------------------------- | ---- |
| メートル   | meter      | metre                     | metre                     |      |
| 小切手     | check      | cheque                    | cheque                    |      |
| 中心       | center     | centre                    | centre                    |      |
| 繊維       | fiber      | fibre                     | fibre                     |      |
| 色         | color      | colour                    | colour                    |      |
| 味         | flavor     | flavour                   | flavour                   |      |
| 中止した   | canceled   | cancelled                 | cancelled                 |      |
| 大文字化   | capitalize | capitalize                | capitalise                |      |
| タイヤ     | tire       | tire                      | tyre                      |      |
| 飛行機     | airplane   | airplane                  | aeroplane                 |      |
| 昇降機     | elevator   | elevator                  | lift                      |      |
| 貸し部屋   | apartment  | apartment                 | flat                      |      |
| ライセンス | license    | licence [名] license [動] | licence [名] license [動] |      |

## 音韻論と発音
カナダ全体として、言語学上の定義はないが、西部と中部のカナダでは、ほぼ等質な英語を使っている(West/Central Canadian English参照)。ウィリアム・ラボフは、西部/中部のカナダ英語を定義付ける特徴はカナダ草原部 (Canadian Prairies) に集約されていると認識し、トロントとバンクーバーの都市部を含むその周辺部には、いくらかのパターンがある。
以下は、音韻論上保守的な、アメリカ北部のアクセントと比較した、カナダ英語の特徴である:
- Canadian raising: 無声子音の前の二重母音はカナダ英語では舌の位置が"高く"発音される。例えば、/aɪ/ (iceの母音)、/aʊ/(houseの母音)は無声子音 [p], [t], [k], [s], [f]の前ではそれぞれ [əɪ]、 [əʊ]と発音される。大西洋諸州 (Atlantic Provinces) を含むカナダ全体でこの傾向が見られる。[11] 内陸部で特に顕著に見られ、ブリティッシュコロンビア州、オンタリオ州の一部の若者ではこの傾向は弱くなってきている。この傾向を持たないカナダ人も多くおり、アメリカ北部でもこの傾向は見られる。
- Cot-caught merger: 円唇中舌後母音[ɔ](caughtの母音)と非円唇中舌後母音[ɑ] (cotの母音)はカナダ全域で区別されない。よって、caught-cot、Don-Dawnなどのペアは同音異綴語となる。なお、アメリカでも西部から中西部の広い範囲でこの区別はなされない。
- Canadian Shift: 大西洋諸州 (Atlantic Provinces) を除くカナダ全域で見られる特徴である。[12]前述のen:cot-caught mergerからのチェインシフトである。batなどに見られる/æ/の母音が[a]になり、betなどの/ɛ/が[æ]に移動する。また、bitの/ɪ/が[ɛ]に近くなる。[13]この傾向は西部の一部を除いてアメリカでは見られないが、米国西部のカリフォルニアでのCalifornia vowel shiftにも似たような変化が見られる。
- 本来では二重母音であるboatなどの/oʊ/、baitなどの/eɪ/は短母音に近い音質を持っている。特に内陸部で顕著である。
- /o/や/aʊ/などの母音は後舌で発音される。
- /u/は舌頂音の前では前舌よりに発音される。
- /æ/は口蓋閉鎖音の前では緊張母音として発音される。
- borrow、sorry、tomorrowなどの単語は[ar]ではなく[ɔr]と発音される。

## 表現
数あるカナダ英語の表現の中で、圧倒的に使用頻度が高いのは eh? /eɪ/　であり、「でしょう?」「何だって?」（アメリカ英語の huh? に類似）などの意味に使われる。また "Canajian, eh?" または "Canadian, eh?" とタイトルにあるウェブサイト等は、1972年に刊行された風刺イラスト集に由来する。
カナディアン・オックスフォード辞書によると、カナダ国内で ”eh” は「相手の理解、興味注意の継続、同意等の確認」にのみ使用されるとされている。
例　"It's four kilometres away, eh, so I have to go by bike."　
この場合は聞き手が話に注意を払っているかを確認する ”eh” である。よって聞き手は一つ目の文の後に頷いたり、"mm" や "yeah", "Okay "などのサポーティブノイズ（補助音）を出すことが通例である。このような使い方はカナダ国内のみならず、アメリカ北中部、オーストラリアやニュージーランドなどでも見られるが、カナダ人のEh?の多用は有名であるため、外国人がカナダ英語を真似、揶揄する際に使われる。またカナダ出身者が外国人と喋るときにわざと強調したり半ば自虐的に使用することも多くある。